# The Spectre (Antarktika)
The Spectre (englisch für Das Schreckgespenst) ist eine 2020 m hohe und markante Felsnadel in der antarktischen Ross Dependency. In den Gothic Mountains des Königin-Maud-Gebirge ragt sie an der südwestlichen Flanke des Mount Zanuck auf.
Die geologische Mannschaft um Quin Blackburn (1900–1981) entdeckte sie im Dezember 1934 bei der zweiten Antarktisexpedition (1933–1935) des US-amerikanischen Polarforschers Richard Evelyn Byrd. Ihren Namen erhielt sie durch den US-amerikanischen Geologen Edmund Stump (* 1946) von der Arizona State University, der von 1980 bis 1981 im Rahmen des United States Antarctic Research Program in den Gothic Mountains tätig war.